# 老齢年金
老齢年金（ろうれいねんきん）とは、所定の年齢に達することにより支給される公的年金のことである。日本の公的年金においては、国民年金法における「老齢基礎年金」と厚生年金保険法における「老齢厚生年金」がある。以下では日本の公的年金における老齢年金について述べる。

日本の人口ピラミッド

| 国民年金（第1階）                                                 |             |
| 第1号被保険者                                                     | 1,449万人   |
| 第2号被保険者                                                     | 4,513万人   |
| 第3号被保険者                                                     | 793万人     |
| 被用者年金（第2階）                                               |             |
| 厚生年金保険                                                      | 4,047万人   |
| 公務員等                                                          | （466万人） |
| その他の任意年金                                                  |             |
| 国民年金基金 / 確定拠出年金（401k） / 確定給付年金 / 厚生年金基金 |             |

## 老齢基礎年金
老齢基礎年金（ろうれいきそねんきん）とは、国民年金法（1986年（昭和61年）4月1日施行のいわゆる「新法」）の規定により、国民年金に加入し、要件を満たした者が所定の年齢になってから受給する（給付される）年金のことである。一般的に「老齢年金」と呼ばれるものは正式には「老齢基礎年金」を指すことが多い。また旧法の規定や生年月日により、新法下でも旧法との調整が行われる。
以下の者は旧法の老齢年金の対象となるので、新法の老齢基礎年金は支給されない。
- 1926年（大正15年）4月1日以前に生まれた者
- 新法施行前に、旧厚生年金保険・旧船員保険の老齢年金の受給権が発生した者
- 新法施行前に、共済組合の退職年金または減額退職年金の受給権が発生した者で、1931年（昭和6年）4月1日以前に生まれた者

個々の現在または将来の受給額については、最寄の「年金事務所」、および「年金相談センター」への個別照会、郵送照会、「ねんきんダイヤル」への電話相談などを行うことで知ることができる。また「ねんきん特別便」の発送終了を受けて2009年（平成21年）度から始まった「ねんきん定期便」にも将来の受給見込額が記載されている。受給は数十年先の事であったとしても、納付段階から理解し、かつ受給段階において漏らさず受給出来るか注視すべきである。

### 支給要件
老齢基礎年金は、次のすべての要件を満たした場合に支給される。
- 65歳に達していること
- 保険料納付済期間または保険料免除期間（学生の保険料の納付特例及び保険料納付猶予制度の規定によるものを除く）を有していること
- 受給資格期間（保険料納付済期間、保険料免除期間及び合算対象期間を合計して10年以上）を満たしていること

法改正により、2017年（平成29年）8月1日より、受給資格期間の要件は「25年以上」から「10年以上」に短縮された。改正前に無年金者であった者でも改正後の要件を満たす場合は、施行日以降に受給することができる。なお、改正前の「25年以上」の要件は、特例により「15〜24年」に短縮されることがある。老齢基礎年金の受給資格期間の要件が「10年以上」とされる現在においても、遺族基礎年金の支給要件として「老齢基礎年金の受給権者である者（保険料納付済期間と保険料免除期間とを合算した期間が25年以上である者に限る）」との要件があり、特例が適用される余地が残っている。	
- 公的年金制度加入期間の特例（生年月日が以下の場合、期間が短縮される（旧法規定による特例措置））。新法制定時にすでに31歳以上であり、「25年以上」の要件を満たすことが困難とされる者たちとされる。
  - 1926年（大正15年）4月2日〜1927年（昭和2年）4月1日：21年
  - 1927年（昭和2年）4月2日〜1928年（昭和3年）4月1日：22年
  - 1928年（昭和3年）4月2日〜1929年（昭和4年）4月1日：23年
  - 1929年（昭和4年）4月2日〜1930年（昭和5年）4月1日：24年

- 被用者年金制度加入期間の特例（以下の生年月日の者は、厚生年金・共済組合等の期間（厚生年金第1〜4号被保険者期間）を合算し、以下の期間以上である場合は期間要件を満たしたものとみなされる）。旧法の被用者年金制度では期間要件が「20年以上」とされていたため、新法制定にあたっての経過的措置である。
  - 1952年（昭和27年）4月1日以前：20年
  - 1952年（昭和27年）4月2日〜1953年（昭和28年）4月1日：21年
  - 1953年（昭和28年）4月2日〜1954年（昭和29年）4月1日：22年
  - 1954年（昭和29年）4月2日〜1955年（昭和30年）4月1日：23年
  - 1955年（昭和30年）4月2日〜1956年（昭和31年）4月1日：24年

- 厚生年金の中高齢者の特例（以下の生年月日の者は、厚生年金第1号被保険者期間（男子は40歳、女子・第3種被保険者・船員任意継続被保険者は35歳に達した月以降の期間に限る）が、以下の期間以上である場合は期間要件を満たしたものとみなされる。ただし以下の期間のうち、7年6か月（坑内員・船員は10年）以上は、第4種被保険者又は船員任意継続被保険者以外の期間でなければならない）。旧法の厚生年金では、40 (35) 歳以降の被保険者期間が「15年以上」あれば期間要件を満たしたものと扱われていたため、新法制定にあたっての経過的措置である。
  - 1947年（昭和22年）4月1日以前：15年
  - 1947年（昭和22年）4月2日〜1948年（昭和23年）4月1日：16年
  - 1948年（昭和23年）4月2日〜1949年（昭和24年）4月1日：17年
  - 1949年（昭和24年）4月2日〜1950年（昭和25年）4月1日：18年
  - 1950年（昭和25年）4月2日〜1951年（昭和26年）4月1日：19年

#### 保険料納付済期間
被用者年金制度に加入していた期間については、次の期間が保険料納付済期間となる。
- 第2号被保険者であった期間（20歳未満の期間及び60歳以上の期間に係るものを除く）
- 1961年（昭和36年）4月1日〜1986年（昭和61年）3月31日までの厚生年金・船員保険の被保険者又は共済組合の組合員等であった期間（20歳未満の期間及び60歳以上の期間に係るものを除く）

被用者年金制度に加入していなかった期間については、次の期間が保険料納付済期間となる。
- 第1号被保険者（任意加入被保険者を含む）であった期間のうち保険料を全額納付した期間
- 第3号被保険者であった期間
- 1961年（昭和36年）4月1日〜1986年（昭和61年）3月31日までの国民年金の被保険者（任意加入被保険者を含む）であった期間のうち保険料を全額納付した期間

要約すると、第1号被保険者については、第1号被保険者であった期間のうちの保険料を全額納付した期間が該当し、第2号被保険者、第3号被保険者については、被保険者本人の保険料納付義務がないので、第2号被保険者、第3号被保険者であった期間が原則としてそのまま保険料納付済期間となる。
第3号被保険者となったことの届出が遅れた場合、当該届出が行われた日の属する月の前々月までの2年間のうちにあるものを除き、保険料を滞納した期間として扱われる。ただし、2005年（平成17年）4月1日前の第3号被保険者の未届期間については、届出をすることにより、当該届出が行われた日以後、当該届出に係る期間を保険料納付済期間に算入することができる。平成17年（2005年）4月1日以後の第3号被保険者の未届期間については、届出が遅れたことについてやむを得ない理由があると認められるときは、届出をすることにより、当該届出が行われた日以後、当該届出に係る期間を保険料納付済期間に算入することができる。また、第3号被保険者期間として保険料納付済期間とされた期間の一部について、第3号被保険者以外の被保険者期間が新たに判明した場合や、配偶者の制度移動があった場合において年金記録の訂正が行われた場合は、引き続く第3号被保険者期間については保険料納付済期間として扱う。
いっぽう第3号被保険者から第1号被保険者への変更の届出が遅れた場合（夫が脱サラした・夫が定年退職した・妻の収入が増えて夫の扶養から外れた・夫からの暴力を受け、妻が夫の収入によって生計を維持しなくなった等の、その当時60歳未満の妻など）、3号不整合対応法が2013年（平成25年）7月に成立した。同法により、不整合期間として第3号被保険者とされる期間は合算対象期間となる。この場合、2015年（平成27年）4月から3年間に限り、過去10年分（60歳以上の人は一律50〜60歳の分）の不整合期間の保険料（特定保険料）を追納することができる。また、2015年（平成27年）4月より前でも、不整合期間を未納期間として通常の後納制度で保険料を納付することもできる。

#### 保険料免除期間
全額免除、4分の3免除、半額免除、4分の1免除の4種類あり、全額免除は免除であった期間が、全額免除以外は残余の金額を納付した期間が該当する。また、免除された保険料を追納した場合、保険料納付済期間となる。なお全額免除以外で残余の金額を納付しなかった場合、未納として扱われる。

#### 合算対象期間
年金受給権を発生させるためのカラ期間のことである。「10年以上」の要件を満たすために算入される。
被用者年金制度に加入していた期間については、次の期間が合算対象期間となる。
- 第2号被保険者であった期間のうち、20歳未満及び60歳以上の期間（保険料納付済期間とされないのみであって、被保険者期間とされないのではない）
- 1986年（昭和61年）3月31日までに厚生年金又は船員保険の脱退手当金の計算の基礎となった期間
- 1986年（昭和61年）3月31日までの加入期間のうち、共済組合の組合員等であった期間のうち、共済組合が支給する退職年金または減額退職年金の額の計算の基礎となった期間（1931年（昭和6年）4月2日以後に生まれた者に限る）
- 共済組合が支給した退職一時金で政令で定めるものの計算の基礎となった期間
- 通算対象期間（1961年（昭和36年）4月前の被用者年金制度加入期間のうち所定の要件を満たすもの）のうち、1961年（昭和36年）4月1日前の期間に係るもの
- 1961年（昭和36年）4月1日〜1986年（昭和61年）3月31日までの間に通算対象期間を有しない者が1986年（昭和61年）4月1日以後の保険料納付済期間又は保険料免除期間を有するに至った場合におけるその者の厚生年金・船員保険の被保険者のうち、1961年（昭和36年）4月1日前の期間に係るもの

被用者年金制度に加入していなかった期間については、次の期間（すべて20歳以上60歳未満の期間に限る）が合算対象期間となる。「任意加入しなかった期間」には、任意加入しながら保険料を納付しなかった期間も含む。
- 被用者老齢年金の受給権者であったために国民年金の適用を除外されていた者が国民年金に任意加入しなかった期間
- 日本国内に住所を有しなかったために国民年金の適用を除外されていた日本国籍を有する者が国民年金に任意加入しなかった期間
- 1961年（昭和36年）4月1日〜1991年（平成3年）3月31日までの間に昼間学生であった期間のうち国民年金に任意加入しなかった期間
- 1961年（昭和36年）4月1日〜1986年（昭和61年）3月31日までの期間のうち、被用者障害年金又は被用者遺族年金の受給権者であったために、国民年金の適用を除外されていた者が、国民年金に任意加入しなかった期間
- 1961年（昭和36年）4月1日〜1986年（昭和61年）3月31日までの期間のうち、被用者老齢年金又は被用者障害年金の受給権者の配偶者又は被用者の配偶者であったために、国民年金の適用を除外されていた者が、国民年金に任意加入しなかった期間
- 1961年（昭和36年）4月1日〜1986年（昭和61年）3月31日までの期間のうち、国会議員又はその配偶者であったために、国民年金の適用を除外されていた者が、国民年金に任意加入しなかった期間
- 1961年（昭和36年）4月1日〜1986年（昭和61年）3月31日までの期間のうち、地方議会議員又はその配偶者であったために、国民年金の適用を除外されていた者が、国民年金に任意加入しなかった期間
- 旧法の規定により、都道府県知事の承認に基づき任意脱退した期間

1961年（昭和36年）5月1日以後、20歳以上65歳未満の間に日本国籍を取得した者・永住許可を受けた者については、以下の期間（20歳以上60歳未満の期間に限り、被用者年金制度に加入していた期間を除く）が合算対象期間となる。
- 日本国内に住所を有していた期間のうち、外国人の強制適用除外期間（1961年（昭和36年）4月1日〜1981年（昭和56年）12月31日）であった期間
- 日本国内に住所を有していなかった期間のうち、日本国籍を取得した日・永住許可を受けた日の前日までの期間

なお、合算対象期間のみで「10年以上」の要件を満たした場合、老齢基礎年金は受給できないが、振替加算の要件を満たした場合は、老齢基礎年金の受給権が発生した者とみなして振替加算相当額の老齢基礎年金が支給される。

### 支給額
老齢基礎年金の額は、以下の算式で求める。
- （780,900円×改定率）×（保険料納付月数・保険料免除月数の合計/480）

原則として20~60歳までの40年間（480月間）すべてが保険料納付済期間である場合に、満額が支給される。なお、1941年（昭和16年）4月1日以前生まれの者（新法施行時にすでに20歳以上の者）は40年の加入期間を満たすことができないので、生年月日に応じて「40年」は「25〜39年」に短縮される（算式の「480」は「加入可能年数×12」となる）。「満額」の額については国民年金#老齢基礎年金支給額の推移を参照。
40年の間に保険料納付済期間以外の期間があると、その分だけ満額から減額されていく。保険料滞納期間や合算対象期間、さらに保険料免除期間のうち学生納付特例期間や若年者納付猶予期間は、年金額の計算においてはゼロとして扱われる。これ以外の保険料免除期間は、保険料納付済期間に対する割合が以下の通り年金額に反映される。2009年（平成21年）3月までと4月以後で計算が異なるのは、2009年（平成21年）4月に国庫負担が2分の1に引き上げられたことに伴うものである。
全額免除
2009年（平成21年）3月までの月数については全額納付者の6分の2（3分の1）、2009年（平成21年）4月以後の月数については全額納付者の8分の4（2分の1）。
4分の3免除
2009年（平成21年）3月までの月数については全額納付者の6分の3（2分の1）、2009年（平成21年）4月以後の月数については全額納付者の8分の5。
半額免除
2009年（平成21年）3月までの月数については全額納付者の6分の4（3分の2）、2009年（平成21年）4月以後の月数については全額納付者の8分の6（4分の3）。
4分の1免除
2009年（平成21年）3月までの月数については全額納付者の6分の5、2009年（平成21年）4月以後の月数については全額納付者の8分の7。
任意加入により納付済期間と免除期間の合計が40年（480月）を超える場合、免除期間1月について年金額の高い期間を優先して年金額を計算する。具体的には、納付済期間、4分の1免除期間、半額免除期間、4分の3免除期間、全額免除期間の順に優先して計算する。

#### 支給開始時期
2022年現在、後述の支給の繰り上げ・繰り下げを行わない（かつ、年金受給の手続きを行う）場合、支給開始の時期は以下のようになる。
- 受給資格は、満65歳に到達した日（一般的な「65歳の誕生日」の前日[注釈 1]）に発生する[3]。
- 受給資格が発生した日が属する月の翌月が受給開始月となる[3]。
- 受給開始月以降、実際の支給（指定された銀行口座への年金の振り込みなど）は、偶数月の分は翌々月の原則15日、奇数月の分は翌月の原則15日に行う[注釈 2][4]。ただし、初回の支給に限っては奇数月に行う場合もある[5]。さらに、手続きの関係上、実際の初支給が誕生月の2〜3か月後になることもある[6]。

#### 支給の繰上げ
老齢基礎年金の受給期間を満たす者で、満年齢60歳から65歳の間に（任意加入被保険者でないものに限る）、厚生労働大臣に支給の繰上げを請求することで、減額された年金の受給が出来る。老齢厚生年金の受給権者の場合は、老齢基礎年金の繰上げと老齢厚生年金の繰上げを同時に行わなければならない。繰上げの請求をした日の属する月の翌月から、支給が開始される。年金請求書に「支給繰上げ請求書」を添付して提出する。
1941年（昭和16年）4月1日以前生まれの者は年単位、1941年（昭和16年）4月2日以降生まれの者は月単位の繰上げ受給（早期の受給）が行え支給額に減額率を適用して負の「繰上げ額」が付加される。誕生年月によって「全部繰上げ」と「一部繰上げ」が行える。いわば、早取分の減額である。1941年（昭和16年）4月2日以降生まれの者は月当り0.5%（令和4年4月以降は0.4%）の減額があり、60歳到達月に繰上げ請求すれば60か月×（-0.5%）=30%の減額となる。付加年金についても同率で減額される。減額は生涯続き、また請求後の変更・取消しは出来ない。繰上げを行うと、国民年金の任意加入被保険者となることはできず、寡婦年金や、事後重症・基準障害による障害基礎年金も支給されなくなる。1941年（昭和16年）4月1日以前生まれの者は、国民年金の被保険者に該当すると、繰上げ支給の老齢基礎年金は支給停止される。

#### 支給の繰下げ
一方、65歳に達したときに老齢基礎年金の受給権を有する者は、66歳（65歳到達時に受給権を有しない場合は受給権取得後1年経過後）から75歳までの希望する満年齢後の月単位で、厚生労働大臣に支給の繰下げを申出ることで、増額した年金の受給が行える。令和4年4月より、「70歳まで」が「75歳まで」に改められた。
老齢厚生年金の受給権者の場合は、繰上げの場合とは異なり老齢基礎年金の繰下げと老齢厚生年金の繰下げを必ずしも同時に行う必要はない。申出のあった日の属する月の翌月から、支給が開始される。ただし、65歳に達したときに障害年金または遺族年金の受給権者であったとき、または66歳に達した日までに障害年金または遺族年金の受給権者となったときは、繰下げの申出はできず、66歳以降で障害年金または遺族年金の受給権者となったときは原則としてその日に繰下げの申出があったとみなされる。65歳の誕生月（1日生まれの者は誕生月の前月）の初旬に送られてくる年金請求書（ハガキ形式）の繰下げ希望欄に記入し（「老齢基礎年金のみ繰下げ希望」又は「老齢厚生年金のみ繰下げ希望」のいずれかを○で囲む）、返送する。なお、老齢基礎年金・老齢厚生年金の両方を繰下げる場合は返送不要である。老齢厚生年金の受給権が無く老齢基礎年金のみの受給権者の場合は、年金請求書に支給繰下げ請求書を添付する。
月単位で「年齢繰下げ支給」では、受給開始を1か月繰り下げる（遅らせる）ごとに支給額が0.7%の増額され、10年後の75歳到達月まで先送りすれば、120か月×0.7%=84%の増額となる。この増額は生涯続く。また申請後取消しは出来ない。
繰下げ受給を希望し、70歳0か月での増率を希望する場合は、70歳に到達した月に請求しないと（70歳になったからといって自動的に支給されるわけではない）、請求月の翌月からの受給原則により、（例えば「70歳8か月で請求」した場合は8か月分）遅れて請求するまでの間は受給できなく得策とはいえない。月末または1日生れは特に注意を要する。なお法改正により、2014年（平成26年）4月からは、遅れて請求しても、70歳到達月までさかのぼって受給できるようになる。ただし、70歳到達月後に請求したとしても、増額分は60か月分（42%）が上限であり、それ以上遅らせて受給してもメリットは全くない。

#### 振替加算
老齢厚生年金・障害厚生年金の受給者に、要件を満たす65歳未満の被扶養配偶者（一般的には「妻」であるので、以下、便宜上「妻」と表記する。制度上は男女の区別はない）がいる場合には、「夫」の老齢厚生年金等に配偶者分の「加給年金額」が加算される。妻が65歳に達した以降は妻自身が老齢基礎年金を受給できるのでこの加算は無くなり、この加算に相当する額は「振替加算」として、妻自身が受給する「老齢基礎年金」に加算される。言い換えれば、妻にしかこの「振替加算」は付かない。
振替加算が加算される要件として
- 妻自身が1926年（大正15年）4月2日〜1966年（昭和41年）4月1日の間に生まれたこと。
  - この期間の妻は旧法下で任意加入とされたため、任意加入していなかった期間は合算対象期間とされ年金額に全く反映されず、妻の年齢が高いほど年金額が低くなる可能性が高く、その不足を補う意味がある。なお、任意加入して満額の老齢基礎年金を妻が受給できる場合であっても、要件を満たせば振替加算は行われる。
  - 1966年（昭和41年）4月2日以後に生まれた妻は、全期間が新法下による強制加入であるため、振替加算は行われない。1926年（大正15年）4月1日以前に生まれた妻（旧法による老齢年金等の受給権者）は、65歳になっても夫の加給年金は無くならないので、振替加算は行われない。
- 妻自身が65歳に達した日以後において老齢基礎年金の受給権を満たすこと。
  - 妻が65歳到達日にすべての要件を満たしていれば65歳到達月の翌月から支給される。任意加入等により、65歳到達以後に妻が老齢基礎年金の受給権を取得した場合は、その翌月から支給される。
  - 65歳以後に夫が次の要件を満たした場合には夫が要件を満たすに至った日の属する月の翌月から支給される。妻が夫よりも年上の場合、一般的には夫が加給年金の加算を受ける要件を満たしたときには妻はすでに老齢基礎年金を受給している。このような場合は夫に加給年金は支給されず、夫が老齢厚生年金等の受給権を取得した月の翌月から妻の振替加算が開始する。この場合、「老齢基礎年金額加算開始事由該当届」の提出が必要である（通常、振替加算は特に届出等をしなくても要件を満たせば自動的に加算されるが、この場合は届出が必要となる）。
- 妻自身が以下のいずれかの要件（加給年金額の計算の基礎となる）を満たした夫によって生計を維持されていること。
  - 老齢厚生年金又は退職共済年金の受給権者であって、被用者年金各法の被保険者期間または組合員等期間が240月（20年）以上（特例の場合は15〜19年）である者（在職老齢年金の仕組みにより老齢厚生年金が加給分も含めて全額支給停止されている場合を含む）
  - 障害厚生年金又は障害共済年金の受給権者であって、同一の支給事由に基づく障害基礎年金の受給権を有する者

振替加算の額は、以下の算式で求める。
- 224,700円×改定率×妻の生年月日に応じて定める率（1.0〜0.067）[注釈 3]

2019年（平成31年）度の場合、1926年（大正15年）4月2日生まれの者であれば224,500円、1966年（昭和41年）4月1日生まれの者であれば15,042円である。
振替加算は、繰下げはできるが繰上げはできない（老齢基礎年金を繰上げしても、振替加算は65歳にならないと開始しない）。また繰下げしても増額はされない。妻が、加入期間240月以上の被用者老齢年金を受けるときは、振替加算は行われない。また、妻が障害年金を受けることができるときはその間振替加算は支給停止となる。なお、振替加算の要件を満たした後に離婚しても、振替加算は支給停止されないが、離婚時みなし被保険者期間により厚生年金の被保険者月数が240月以上となった場合には振替加算は行われなくなる。

### 付加年金
第1号被保険者、任意加入被保険者は、国民年金の毎月の保険料を全額納付した上で厚生労働大臣に申し出て、月当り400円を増額して納付することができる。これを「付加保険料」といい、付加保険料を納めたことによって、老齢基礎年金の受給権を取得したときに併せて支給される年金を「付加年金」と呼ぶ。ただし第2号・第3号被保険者・保険料の免除を受けている者・特例任意加入被保険者は付加保険料の納付はできない。また国民年金基金に加入している者も付加保険料の納付は出来ない。第1号被保険者のうち農業者年金の被保険者については、希望の有無に関わらず全て付加保険料を納付する者となる。なお、付加保険料の納付はいつでも厚生労働大臣に申し出て辞退（申出をした日の属する月の前月分から）することができる。また付加保険料を納期限までに納付しなかった場合、2013年（平成25年）度までは納付期限の日から付加保険料を納付する者ではなくなり、督促されることもなく、また付加保険料の追納はできない扱いとなっていた。2014年（平成26年）度からは法改正により国民年金保険料と同様に過去2年分まで納付できるようになっている。
付加保険料を納付していた人は、200円×納付月数が付加年金として支給される。第3号被保険者であっても旧法時代に付加保険料を納めていた者については支給される。付加年金は生涯付加される金額であり、概ね、2年間付加年金を受給すれば、保険料400円の元は取れる。また付加年金は、改定率の改定による年金額の自動改定の対象とされない（マクロ経済スライド・物価スライド特例措置は適用されない）。
付加年金は老齢基礎年金とセットで支給されるので、老齢基礎年金が全額支給停止されている場合や、老齢基礎年金以外の年金（遺族基礎年金や障害基礎年金など）を受給する場合は付加年金も支給が停止される。また脱退一時金や寡婦年金を受給する場合は付加保険料を納めていても加算はされないが、死亡一時金を受給する場合は36月以上付加保険料を納付していた場合に限り8,500円が加算される。付加年金においても支給の繰上げ、繰下げを老齢基礎年金と同時に行え、老齢基礎年金と同率の増額、減額が行われるし、繰上、繰下とも申請後の取消しは出来ない。

## 老齢厚生年金
老齢厚生年金（ろうれいこうせいねんきん）とは、厚生年金に加入し、要件を満たした者が所定の年齢になってから受給する年金のことである。

### 概要
65歳以上の者で、老齢基礎年金の受給資格期間を満たし、かつ1か月以上の厚生年金の被保険者期間を有することを要件に支給される（「本来の」老齢厚生年金）。年金額は、「報酬比例部分」「経過的加算」「加給年金額」の合計である。
「本来の」老齢厚生年金とは別に、厚生年金の加入期間が1年（2以上の被保険者種別期間は合算する）以上の、以下の生年月日の者に対しては65歳より前に経過措置として特別支給の老齢厚生年金が65歳まで支給される。支給額は「定額部分」「報酬比例部分」「加給年金額」の合計である。この特別支給の老齢厚生年金を受給しても65歳からの年金額は変わらない。「特別支給」の受給者も「本来の」老齢厚生年金を受給するときは改めて裁定請求を行う。
| 生年月日（男性、第2〜4号女性）                            | 生年月日（第1号女性）                                     | 特定警察職員等                                            | 支給詳細 |
| --------------------------------------------------------- | --------------------------------------------------------- | --------------------------------------------------------- | --- |
| 1941年（昭和16年）4月1日以前                              | 1946年（昭和21年）4月1日以前                              | 1947年（昭和22年）4月1日以前                              | 60歳から「定額部分」及び「加給年金額」が加算された特別支給の老齢厚生年金が支給される。65歳から本来の老齢厚生年金が支給される。                                                                                                 |
| 1941年（昭和16年）4月2日から 1949年（昭和24年）4月1日まで | 1946年（昭和21年）4月2日から 1954年（昭和29年）4月1日まで | 1947年（昭和22年）4月2日から 1955年（昭和30年）4月1日まで | 60歳から「報酬比例部分」のみの特別支給の老齢厚生年金が支給され、生年月日によって61〜64歳に達したときから「定額部分」及び「加給年金額」が加算された特別支給の老齢厚生年金が支給される。65歳から本来の老齢厚生年金が支給される。 |
| 1949年（昭和24年）4月2日から 1953年（昭和28年）4月1日まで | 1954年（昭和29年）4月2日から 1958年（昭和33年）4月1日まで | 1955年（昭和30年）4月2日から 1959年（昭和34年）4月1日まで | 60〜65歳まで「報酬比例部分」のみの特別支給の老齢厚生年金が支給される（定額部分は支給されない）。65歳から本来の老齢厚生年金及び「加給年金額」が支給される。                                                                     |
| 1953年（昭和28年）4月2日から 1961年（昭和36年）4月1日まで | 1958年（昭和33年）4月2日から 1966年（昭和41年）4月1日まで | 1959年（昭和34年）4月2日から 1967年（昭和42年）4月1日まで | 生年月日によって61〜64歳に達したときから「報酬比例部分」のみの特別支給の老齢厚生年金が支給される（定額部分は支給されない）。65歳から本来の老齢厚生年金及び「加給年金額」が支給される。                                         |
| 1961年（昭和36年）4月2日以降                              | 1966年（昭和41年）4月2日以降                              | 1967年（昭和42年）4月2日以降                              | 特別支給の老齢厚生年金は支給されない。 |

以下の者については、次の特例がある。
- 被保険者でない（退職者である）報酬比例部分のみの特別支給の老齢厚生年金の受給権者については、
  - 障害等級3級以上に該当した場合は、請求することにより、請求があった月の翌月から定額部分が加算された特別支給の老齢厚生年金が支給される。障害厚生年金を受けることが出来る者が請求した場合は、障害状態にあると判断されるときにさかのぼって（初診日から1年6か月経過（この期間内に治癒した場合はその日）していること）支給される（男子は1941年（昭和16年）4月2日〜1961年（昭和36年）4月1日生まれ、女子は1946年（昭和21年）4月2日〜1966年（昭和41年）4月1日生まれの者に限る）。
  - 被保険者期間が44年（一の被保険者種別のみで「44年」であって、2以上の被保険者種別は合算しない）以上ある者については、報酬比例部分の支給開始年齢から定額部分が加算される（男子は1941年（昭和16年）4月2日〜1961年（昭和36年）4月1日生まれ、女子は1946年（昭和21年）4月2日〜1966年（昭和41年）4月1日生まれの者に限る）。障害者特例とは異なり、請求は不要である。
- 坑内員・船員としての被保険者期間が合算して15年（実期間）以上ある者については、生年月日に応じて定められた年齢から、定額部分等が加算された特別支給の老齢厚生年金が支給される。この場合、報酬比例部分と定額部分の支給開始年齢が異なることはない（1966年（昭和41年）4月1日以前生まれの者に限る）。「被保険者でない」「請求する」要件は不要である。
  - 1946年（昭和21年）4月1日以前生まれ・・・55歳から
  - 1946年（昭和21年）4月2日〜1948年（昭和23年）4月1日生まれ・・・56歳から
    - 以降、2年刻みで1歳ずつ支給開始年齢が繰り下がり

  - 1964年（昭和39年）4月2日生まれ〜1966年（昭和41年）4月1日生まれ・・・64歳から

2以上の種別の厚生年金被保険者期間を有する者については、受給権は各号の被保険者期間ごとに判断し、年金額は各号の被保険者期間ごとに判断する。それぞれの加入期間ごとに各実施機関が裁定・支給手続きを行い、年金証書・各種通知書も各実施機関がそれぞれ発行する。「老齢厚生年金」と「それと同一の支給事由に基づいて支給される他の老齢厚生年金」は併給可能である（遺族厚生年金も同様であるが、障害厚生年金にはこの取り扱いは無く併給不可となる）。

#### 定額部分
旧法時代に存在した、報酬に比例しない固定部分である。新法では基礎年金に置き換わったので「本来の」老齢厚生年金には加算されないが、経過措置として特別支給の老齢厚生年金に加算される。
2019年（平成31年）度は以下の通り。「定額」であるので、被保険者月数と生年月日が同じであれば、報酬額にかかわらず同額となる。
- 1,628円×生年月日に応じて定める率（1.0〜1.875）×被保険者期間の月数（上限は原則一の被保険者種別のみで480月）×改定率（2019年（平成31年）度は0.999）
  - 被保険者期間の月数については、中高齢者の特例が適用される者については被保険者期間が240月未満のときは240月として計算する。上限は、1946年（昭和21年）4月2日以降生まれであれば480月となるが、それ以前生まれであれば上限が順次減じられ、例えば1929年（昭和4年）4月1日以前生まれであれば上限は420月となる。
  - 「生年月日に応じて定める率」は、1926年（大正15年）4月2日〜1946年（昭和21年）4月1日生まれの者は1.875（1926年（大正15年）度生まれ）〜1.032（1945年（昭和20年）度生まれ）となる。1946年（昭和21年）4月2日以降生まれの者は一律1.0である。
  - 「1,628円」は、「国民年金に1か月加入した時の年金額」（老齢基礎年金の満額/480）とされ、老齢基礎年金との整合性を保つ意味で決められる。

#### 報酬比例部分
原則的な額
- 新再評価率を用いて算定した2003年（平成15年）3月までの期間の平均標準報酬月額×給付乗率×2003年（平成15年）3月までの被保険者期間の月数
- 新再評価率を用いて算定した2003年（平成15年）4月以後の期間の平均標準報酬額×給付乗率×2003年（平成15年）4月以後の被保険者期間の月数

の合計である。
- 新再評価率（2004年（平成16年）改正後の再評価率）は、現在の調整期間（マクロ経済スライド）においては、新規裁定者の再評価率は「名目手取り賃金変動率×調整率」を基準にして、既裁定者の再評価率（受給権者が65歳に達した日の属する年の3年後の年の4月1日の属する年度以後において適用される再評価率）は「物価変動率×調整率」を基準にして毎年度改定される。
- 給付乗率
  - 2003年（平成15年）3月までの期間分については、1946年（昭和21年）4月1日以前生まれの者は0.723〜0.95%、1946年（昭和21年）4月2日後生まれの者は一律0.7125%。
  - 2003年（平成15年）4月以後の期間分については、1946年（昭和21年）4月1日以前生まれの者は0.5562〜0.7308%、1946年（昭和21年）4月2日後生まれの者は一律0.5481%。
- 被保険者期間の月数については、中高齢者の特例が適用される者であっても実期間で計算する（最低保障はない）。また上限はない。なお1991年（平成3年）4月1日前の第3種被保険者期間については特例を用いる。
- 2003年（平成15年）3〜4月で区切っているのは2003年（平成15年）4月より、賞与等も含めた年収をベースとした総報酬制を導入したことによる（それゆえ「平均標準報酬月額」「平均標準報酬額」と表記が異なるのである）。

従前額の保障
- 平成6年再評価率を用いて算定した2003年（平成15年）3月までの期間の平均標準報酬月額×給付乗率×2003年（平成15年）3月までの被保険者期間の月数
- 平成6年再評価率を用いて算定した2003年（平成15年）4月以後の期間の平均標準報酬額×給付乗率×2003年（平成15年）4月以後の被保険者期間の月数

の合計に従前額改定率（「物価変動率×調整率」を基準にして毎年度改定）を乗じた額が、前述の原則的な額を上回る場合は、従前額が報酬比例部分の額となる。結果的に平成26年度までは大部分の受給権者に従前額が支給されている。
- 給付乗率
  - 2003年（平成15年）3月までの期間分については、1946年（昭和21年）4月1日以前生まれの者は0.761〜1.0%、1946年（昭和21年）4月2日後生まれの者は一律0.75%。
  - 2003年（平成15年）4月以後の期間分については、1946年（昭和21年）4月1日以前生まれの者は0.5854〜0.7692%、1946年（昭和21年）4月2日後生まれの者は一律0.5769%。

#### 加給年金額
定額部分が加算される特別支給の（65歳未満の者に支給される）老齢厚生年金の受給者または「本来の」老齢厚生年金の受給権者が以下のすべての要件を満たしたときは、年金額に加給年金額が加算される。
- 年金額計算の基礎となる厚生年金の被保険者期間が20年（特例の場合は15〜19年）以上あること
  - 2以上の種別の厚生年金被保険者期間を有する者については、被保険者期間を合算する。
  - 受給権取得時に20年未満であっても、退職時改定により20年以上となった場合、その改定規定により当該年数が20年以上となるに至った当時の、以下の生計維持関係を確認する。
  - 離婚分割によって20年以上となった場合には、加給年金額は加算されない。
- 受給権取得時にその者によって生計を維持していた65歳未満の配偶者（厚生年金の被保険者であってもよい）、又は子（18歳に達する日以後の最初の3月31日までの間にある子及び20歳未満で所定の障害の状態にある子）があること
  - 受給権取得時とは、定額部分の支給開始年齢または65歳に達した時をいい、報酬比例部分のみの受給権が発生した段階ではない。
  - 加算対象者の年収（前年の収入。確定しない場合は前々年の収入。一時的な収入は除く）が850万円以上の場合は加算の対象から外れるが、概ね5年以内に850万円未満になると認められるときは加算の対象となる。
  - 1926年（大正15年）4月1日以前生まれの配偶者であれば、65歳以上であってもよい。
    - 1926年（大正15年）4月2日〜1966年（昭和41年）4月1日生まれの配偶者は、配偶者が65歳に達したときは加給年金額の加算は無くなり、これに相当する金額は「振替加算」として配偶者自身が受給する老齢基礎年金に加算される。一般的には妻のほうが夫よりも年上の場合、夫が加給年金を受給できるようになったときには妻はすでに老齢基礎年金を受給しているので、夫には加給年金は加算されず、相当額が振替加算としてその時点より妻に支給される。

  - 配偶者が老齢基礎年金を繰上げ受給した場合であっても、加給年金は支給停止されない。なお、配偶者に老齢基礎年金の受給権がなく振替加算が支給されないときでも、配偶者が65歳に達したときは加給年金の加算は終了する。

2019年（平成31年）度の加給年金額は、配偶者、第1子、第2子については一人につき224,500円（≒224,700円×改定率0.999）、第3子以降は一人につき74,800円（≒74,900円×0.999）となる。また配偶者のある受給権者が1934年（昭和9年）4月2日以後の生まれの場合、受給権者の生年月日に応じて33,200円（≒33,200円×0.999）〜165,600円（≒165,800円×0.999）が特別加算される。
なお、配偶者が240月以上の老齢厚生年金を受けることができる場合（2以上の種別の厚生年金被保険者期間を有する配偶者については、被保険者期間を合算する）、もしくは障害年金を受けることができる場合は、当該配偶者の加算分は支給停止される。また老齢厚生年金と障害基礎年金とが併給されている場合、障害基礎年金に子の加算が行われている場合は、加給年金額の子の加算は支給停止される。老齢厚生年金の受給権取得時に単身者だった者が後に所定の要件を満たした配偶者や子を有することになっても加給年金額は加算されない。

#### 経過的加算
合算対象期間が含まれるために定額部分額よりも老齢基礎年金額が低くなる場合がある。これによる年金受給総額の減少を防止する目的で、その差額相当額が当分の間支給される。
- 定額部分-（老齢基礎年金の満額×1961年（昭和36年）4月1日以後で20歳以上60歳未満の厚生年金の被保険者期間の月数÷480（加入可能年数の12倍））
  - つまり、「経過的加算=定額部分-老齢基礎年金相当額」ということである。
  - 月数は実期間で計算し、第3種被保険者等の特例は用いない。

### 支給の繰上げ・繰下げ
老齢基礎年金と同様の支給繰上げ・繰下げの請求・申出をすることもできる。2以上の種別の被保険者期間を有する者については、一の種別の被保険者期間に基づく老齢厚生年金の支給繰上げ・繰下げの請求・申出は、他の期間に基づく老齢厚生年金の当該請求・申出と同時に行わなければならない。

#### 支給の繰上げ
老齢厚生年金の繰上げは、老齢基礎年金の繰上げと同時に行わなければならない。
- 60歳から定額部分が支給される者については、「老齢基礎年金の繰上げ」を請求でき、繰上げると定額部分については老齢基礎年金相当額が支給停止され、老齢基礎年金については全額が減額の対象となり、65歳になっても増額されることはない。
- 60歳から報酬比例部分のみの特別支給の老齢厚生年金が支給され61歳以降から定額部分が支給される者については、60歳以後から「全部繰上げ支給の老齢基礎年金」を請求することができる。この場合、定額部分については老齢基礎年金相当額が支給停止され、老齢基礎年金については全額が減額の対象となり、65歳になっても増額されることはない。報酬比例部分や65歳からの経過的加算については減額されない。定額部分の支給開始前なら「一部繰り上げの老齢基礎年金」の請求もでき、この場合、定額部分も同時に繰上げ支給され、所定の率で調整され、65歳になると繰上げしなかった部分の老齢基礎年金額が加算される。
  - 「一部繰り上げの老齢基礎年金」は、以下の計算式で求める。
（65歳からの老齢基礎年金の年金額）×（繰上げ請求月から定額部分支給開始月の前月までの月数）/（繰上げ請求月から65歳到達月の前月までの月数）×支給率
「支給率」は、100%-（0.5%×繰上げ請求月から65歳到達月の前月までの月数）
- 60歳から報酬比例部分のみの特別支給の老齢厚生年金が支給され定額部分が支給されない者については、60歳以後から「全部繰上げ支給の老齢基礎年金」を請求することができる。「一部繰り上げの老齢基礎年金」の請求はできない。
- 61歳以後から報酬比例部分のみの特別支給の老齢厚生年金が支給され定額部分が支給されない者については、60歳から報酬比例部分の支給開始年齢までに「経過的な繰上げ支給の老齢厚生年金」を請求することができる。この場合、「全部繰上げ支給の老齢基礎年金」の請求も同時にしなければならない（双方とも当然減額される）。報酬比例部分の支給開始後から65歳までの間は、「繰上げ支給の老齢基礎年金」を請求することができる。
- 特別支給の老齢厚生年金が支給されない者については、請求日の前日において老齢厚生年金の受給資格期間（=老齢基礎年金の受給資格期間）を満たす場合に、老齢厚生年金の支給繰上げを請求できる。この場合、老齢基礎年金の繰上げと同時に行わなければならない。なお、繰上げても加給年金額は65歳にならないと加算されない。また国民年金任意加入被保険者は、この請求はできない。

#### 支給の繰下げ
老齢厚生年金の受給権を有する者（2007年（平成19年）3月31日までに当該受給権を取得した者を除く）であってその受給権を取得した日から起算して1年を経過した日前に当該老齢厚生年金を請求していなかったものは、実施機関に当該老齢厚生年金の支給繰下げの申出をすることができる。ただし、その者が当該老齢厚生年金の受給権を取得したときに、障害基礎年金以外の障害年金又は遺族年金の受給権者であったとき、又は当該老齢厚生年金の受給権を取得した日から1年を経過した日までの間において障害基礎年金以外の障害年金又は遺族年金の受給権者となったときは、この申し出はできない（第44条の3）。1年を経過した日後に障害基礎年金以外の障害年金又は遺族年金の受給権者となった者が、障害基礎年金以外の障害年金又は遺族年金を支給すべき事由が生じた日以後に繰下げの申出をしたときは、原則として当該受給権者となった日において、繰下げの申出があったものとみなす。
2020年（令和2年)5月29日に成立した年金制度改革関連法で75歳からの年金の受け取り開始を可能とした。

### 在職老齢年金
老齢厚生年金を受給しながら就労して報酬を得る場合に適用される。2015年（平成27年）10月からは、国会議員・地方公共団体議会議員についても在職老齢年金の仕組みが適用される。

#### 低在老
2020年(令和2年)5月29日に成立した年金制度改革関連法で、2022年度より60代前半の減額基準を現行の月収28万円超から65歳以上と同じ月収47万円超に引き上げる。事実上、高在老と制度が一本化される。以下は2020年改正前の内容である。また低在老の制度そのものが、対象者がいなくなる2030年度末で制度が終了する過渡的なものである。
60歳以降、（特別支給の）老齢厚生年金を受給しながら、かつ厚生年金被保険者でもある場合、受給する場合（低在老）、総報酬月額相当額（標準報酬月額と、その月以前1年間の標準賞与額の総額を12で割った額との合算）と基本月額（年金額÷12）との合計額が28万円（支給停止調整開始額）を超えると、退職日の属する月まで以下のように支給停止される。なお、加給年金が加算されている場合、在職老齢年金の年金額は加給年金額を除いた本体額で計算する。この計算により本体が一部でも支給されれば加給年金は全額支給され、本体が全額支給停止となると加給年金も支給停止となる。
- 基本月額が28万円以下であり、かつ総報酬月額相当額が47万円（支給停止調整変更額）[注釈 10]以下である場合
  - （合計額-28万円）×2分の1の額が支給停止となる。
- 基本月額が28万円以下であり、かつ総報酬月額相当額が47万円を超える場合
  - （年金月額+47万円-28万円）×2分の1の額と、（総報酬月額相当額-47万円）の額との合計額が支給停止となる
- 基本月額が28万円を超え、かつ総報酬月額相当額が47万円以下である場合
  - （総報酬月額相当額×2分の1）の額が支給停止となる。
- 基本月額が28万円を超え、かつ総報酬月額相当額が47万円を超える場合
  - （47万円×2分の1）の額と、（総報酬月額相当額-47万円）の額との合計額が支給停止となる

総報酬月額相当額は、月収だけでなく、過去1年間の賞与も計算の対象になるため、定年退職直前に多額の賞与を受けていた場合は、定年後に月収が減ったとしても定年前の賞与の影響で支給停止額が多くなる（場合によっては全額支給停止になる）可能性がある。

#### 高在老
1937年（昭和12年）4月2日以降に誕生した者（2002年（平成14年）の改正時以後に65歳になる者）は、65歳以降の（本来の）老齢厚生年金を受給しながら、かつ厚生年金被保険者でもある場合（高在老）、総報酬月額相当額と基本月額との合計額が50万円（令和6年度の支給停止調整額）を超えると、その超えた額の2分の1相当額が支給停止となる。さらに、その超えた額が基本月額以上である場合は、老齢基礎年金、経過的加算及び繰下げ加算額を除き、老齢厚生年金（報酬比例部分）の全部の支給が停止される。平成19年（2007年）4月より高在老は70歳以上の在職者についても同じ仕組みで対象となる。2015年（平成27年）10月からは、1937年（昭和12年）4月1日以前生まれの70歳以上在職者についても対象となる。
高在老では70歳までは保険料を払うのでその分だけ将来の年金受給額が増え、70歳以降では原則保険料の負担は無い。しかし支給停止額も相当の額になるため、高齢者の働く意欲を阻害する一面もある。2019年（令和元年）8月の財政検証では在職老齢年金の廃止も含めた検証がなされた。厚生労働省は2024年（令和6年）秋の社会保障審議会において制度を見直し、支給停止調整額を大幅に引き上げ高齢者の就労を促す方針を固めた。

### 年金額の改定
被保険者（在職中）である老齢厚生年金（「本来」、特別支給とも）の受給権者は、昇給・降給・賞与支払い等によって総報酬月額相当額が改定された場合、改定が行われた月から新たな総報酬月額相当額に基づいて支給停止額が再計算され、当該改定が行われた月から年金額も改定される（厚生年金保険法第46条6項）。
離婚分割が行われた場合、当該分割の請求のあった日の属する月の翌月から年金額が改定される（厚生年金保険法第78条の10）。
「本来の」老齢厚生年金は、受給権者がその権利を取得した月以後における被保険者である期間は、原則としてその計算の基礎とされない。しかし、受給権者が資格喪失し、かつ被保険者となる（再就職する）ことなく資格喪失日から1月を経過したときは、（「本来」、特別支給とも）資格喪失月の前月までの被保険者期間を年金額の基礎として、資格喪失日（資格喪失の理由が退職・適用除外該当の場合、その日）から1月を経過した日の属する月（退職月の翌月）から年金額の改定が行われる（退職時改定、厚生年金保険法第43条2項、3項）。なお支給繰り上げを請求した場合、65歳到達までは資格の喪失の有無にかかわらず、年金額は改定しない。
- 2015年（平成27年）10月の法改正により、月末退職の場合の退職時改定の取扱いが変更となった。従来は資格喪失日（退職日の翌日）の規定により、例えば3月31日に退職した場合、資格喪失日（4月1日）から起算して1月を経過した5月から改定となっていたが、法改正後は退職日（3月31日）から起算して1月を経過した4月からの改定となる。

報酬比例部分のみの特別支給の老齢厚生年金の受給権者が、上述の特例（障害者・長期加入者）に該当した場合、該当した（障害者は請求した）月の翌月から、年金額が改定（定額部分が加算）される。また、すでに特例に該当して定額部分が加算されている特別支給の老齢厚生年金の受給権者が、特例に該当しなくなった場合、年金額が改定（定額部分が加算されなくなる）される（厚生年金保険法附則第9条の2）。
被保険者でなかった特別支給の老齢厚生年金の受給権者が被保険者となった（就職した）場合、被保険者となった月の翌月から、低在老の仕組みにより年金額が改定（原則として減額改定、支給停止）される（附則第11条）。なお被保険者となった月に被保険者の資格を喪失した場合（就職月に退職した場合）は、この仕組みは適用されない。
- 2016年（平成28年）9月30日以前から同じ事業所に引き続き働いている者が2016年10月1日に短時間労働者として被保険者となったことにより障害者特例・44年特例による定額部分の全額が支給停止された場合、経過措置として届出ることにより定額部分の支給停止が解除される。

- 2020年(令和2年)5月29日成立した年金制度改革関連法で、在職定時改定という仕組みが導入。60代後半の人が厚生年金を受け取りながら働く場合、収めた保険料を翌年の年金額に反映させる[12]。

### 雇用保険との調整

#### 基本手当
特別支給の老齢厚生年金は、その受給権者が雇用保険法の規定による基本手当の支給を受けることができる場合、原則として基本手当に係る求職の申し込みがあった月の翌月（求職の申込が年金受給権発生日よりも前の場合は、受給権取得月の翌月）から、当該受給期間が経過するに至った月、又はその支給を受け終わったときに至る月まで、全額が支給停止される（基本手当が優先して支給される）。また「本来の」老齢厚生年金を繰り上げ受給する場合も、基本手当（65歳以降に支給されるものを除く）と調整される。なお、自己都合退職等による給付制限期間中も支給停止されるが、基本手当の対象となった日が1日もなかった場合は支給停止されずに支給され、さらに基本手当の受給期間終了時に実際に受けた基本手当の日数を月数に換算して、支給停止の月数が多い場合は支給停止をさかのぼって解除する（事後精算）。
受給権者が求職の申し込みを行った場合は、「受給権者支給停止事由該当届」に雇用保険受給資格者証を添付して住所地を所轄する年金事務所へ提出する。ただし、2003年（平成25年）10月1日以降に支給停止事由に該当した者については届出は原則不要である。

#### 高年齢雇用継続給付
特別支給の老齢厚生年金（在職老齢年金）は、その受給権者が雇用保険法の規定による高年齢雇用継続基本給付金（基本手当を受給しないで継続雇用されている者が対象）の支給を受けることができる場合、在職老齢年金の支給停止に加え、標準報酬月額の6%相当額を上限にさらに支給停止される（高年齢雇用継続基本給付金は全額支給される）。なお、「本来の」老齢厚生年金を65歳以降に受給する場合は、支給停止は行われない。
受給権者が高年齢雇用継続基本給付金を受給することになった場合は、「受給権者支給停止事由該当届」に高年齢雇用継続基本給付支給決定通知を添付して住所地を所轄する年金事務所へ提出する。ただし、高年齢雇用継続基本給付金の支給対象となった最初の月の1日が2013年（平成25年）10月1日以降の場合については届出は原則不要である。

## 失権
老齢基礎年金・付加年金・老齢厚生年金（特別支給、「本来の」とも）の受給権は、受給権者が死亡したときに消滅する。また、特別支給の老齢厚生年金の受給権は、受給権者が65歳に達したときは消滅する。

### 死亡後について
死亡した事実が判明したら市町村の年金事務所へ連絡するのが基本であるが（国民年金は14日以内、厚生年金は10日以内）、死亡日より7日以内に戸籍法上の届出をすれば、市町村が住民基本台帳ネットワークシステムに参加していれば年金事務所への連絡は省略できる。
ただし、受給停止の手続きをする前に年金事務所にて確認した結果、死亡した者に支払われるはずの年金が残っていることが分かる事がある。年金は偶数月15日に過去2か月分がまとめて支給されるのが原則であるため、奇数月に死亡した場合、翌月に支給される予定だった分は「未支給年金」となる。この場合、未払い分（未支給年金）は、死亡者と生計を同じくしていた遺族（優先順位は配偶者、子、父母、孫、祖父母、兄弟姉妹の順。法改正により2014年4月からはこれらの者以外の3親等以内の親族も追加された）が自己の名で請求することができる。同順位者が複数いる場合は、その一人がした請求は全員のためにその全額につきしたものとみなし、その一人に対してした支給は全員に対してしたものとみなされる。
一方、受給権者が死亡したために消滅したにもかかわらず、翌月以降の分として過誤払が行われた場合、当該返還金債権に係る債務の弁済をすべき者に年金給付（遺族基礎年金）があるときは、その年金給付の支払金を返還金債権の金額に充当することができる。なお過誤払調整は同一制度内でのみ行われるので、国民年金と厚生年金のような制度をまたいだ充当はできない。